# George Bähr

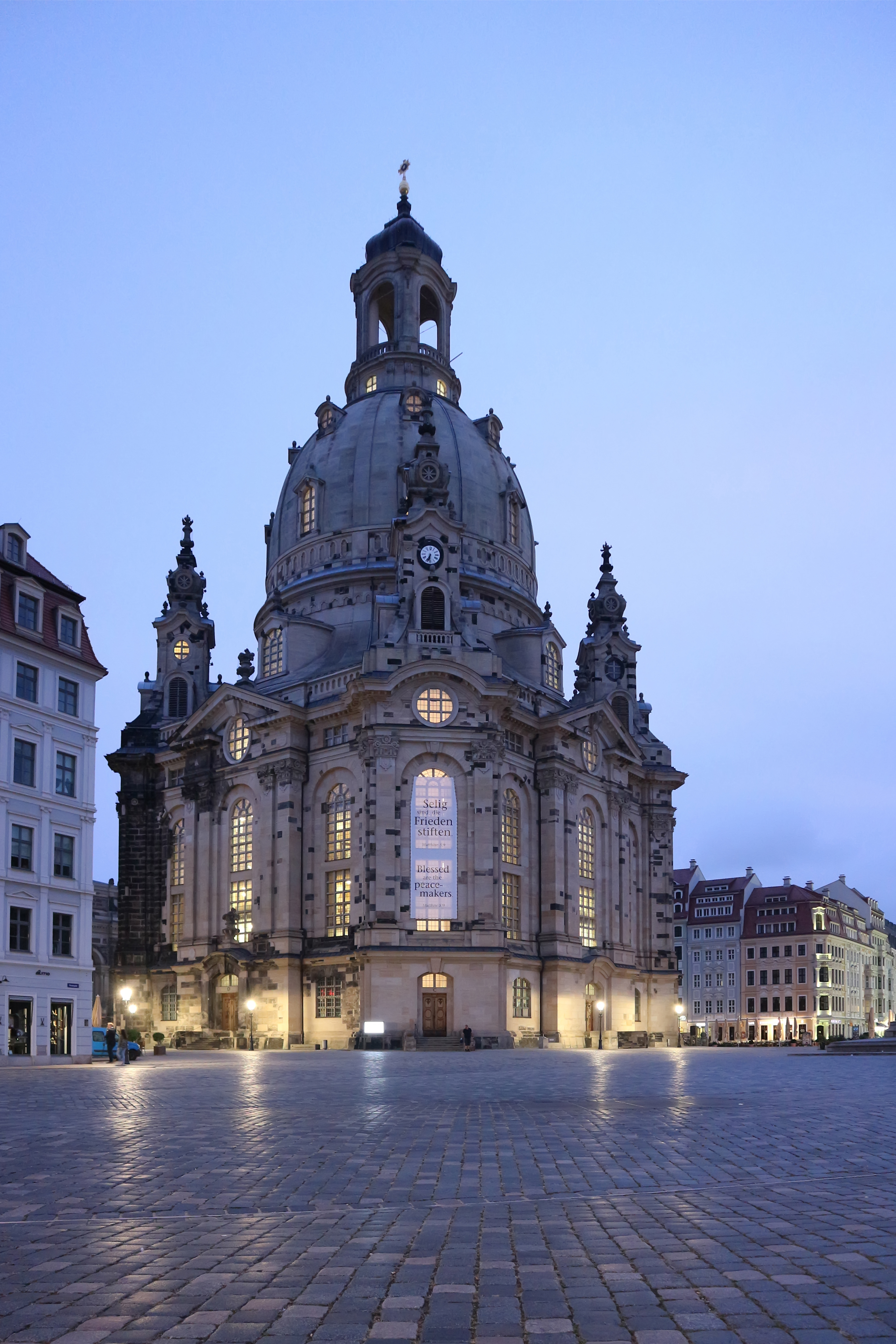
Il Frauenkirche di Dresda progettato da Bahr

George Bähr (Fürstenwalde, 15 marzo 1666 – Dresda, 16 marzo 1738) è stato un architetto tedesco.

## Biografia
Nacque in una famiglia povera a Fürstenwalde (ora parte di Geising) in Sassonia, figlio di un tessitore. Grazie all'aiuto di un sacerdote del suo villaggio, che lo aiutò a pagare gli studi, riuscì a diventare apprendista falegname a Lauenstein.
Nel 1690, Bähr andò a Dresda per iniziare a lavorare come carpentiere. 
Nel 1705, all'età di 39 anni, fu nominato maestro di falegnameria della città di Dresda, sebbene non avesse il certificato di maestro di falegnameria. Uno degli obiettivi principali di Bähr era modernizzare le chiese della città. Credeva che gli edifici esistenti non rendessero giustizia ai servizi della chiesa protestante.
Il suo primo edificio fu la chiesa parrocchiale nella zona di Loschwitz a Dresda, un edificio a forma di ottagono allungato completato nel 1708.
In seguito costruì Waisenhauskirche di Dresda intorno al 1710, seguita dalla Dreifaltigkeitskirche a Schmiedeberg, nel 1713-1716. Tra il 1719 e il 1726 fu costruita la chiesa di Forchheim, così come altre a Königstein, Hohnstein e Kesselsdorf (tutte in Sassonia) e una considerevole quantità di abitazioni a Dresda.
Bähr è noto soprattutto per la progettazione della Frauenkirche a Dresda. Gli fu affidato l'incarico nel 1722; nel 1726 il progetto fu approvato. Dal 1730, Bähr divenne il primo in Germania ad avere il titolo di "Architetto".
Mentre lavorava alla Frauenkirche, Bähr supervisionò anche la costruzione della Dreikönigskirche nella zona di Neustadt a Dresda (la chiesa era stata tuttavia progettata da Matthäus Daniel Pöppelmann).
Morì prima che la Frauenkirche fu completata, all'età di 72 anni e fu sepolto nelle volte della chiesa. Nel 2004, fu eretto un monumento nel castello di Lauenstein.